# التهاب النتوء الحلمي
التهاب النتوء الحلمي أو التهاب الخُـشَّاء (بالإنجليزية: Mastoiditis) هو عدوى يصيب الناتئ الخـشائي، الذي هو عبارة عن جزء من العظم الصدغي أحد عظام الجمجمة. ويقع الناتئ الخُـشَّائي خلف الأذن مباشرة، وهو يحتوي فراغات هوائية يطلق عليها اسم الخلايا الخُـشَّائية. ويتطور التهاب الخُـشَّاء نتيجة التهاب أذن وسطى غير معالج، ويعتبر أحد أسباب وفيات الأطفال. ونتيجة لتطور المضادات الحيوية، فقد أصبح التهاب الخشاء نادراً في البلدان المتطورة. يعالج التهاب الخُـشَّاء دوائياً أو جراحياً، وفي حال عدم علاجه، فإن الالتهاب يمكن أن يمتد إلى البنى المجاورة، بما فيها الدماغ مسبباً مضاعفات خطيرة.

## العلامات والأعراض
تتضمن علامات وأعراض التهاب الخُـشَّاء الألم، والإيلام، التورم في منطقة الخُـشَّاء. وقد يحدث ألم في الأذن، واحمرار في منطقة الخُـشَّاء. كما قد يحدث بعض الصداع. ولا يبدي حديثو الولادة أعراضاً نوعية، ولكن قد تحدث نوبات من الإقياء، والإسهال، والهياج. ويعتبر سيلان الأذن أحد علامات الخطورة.

## التشخيص

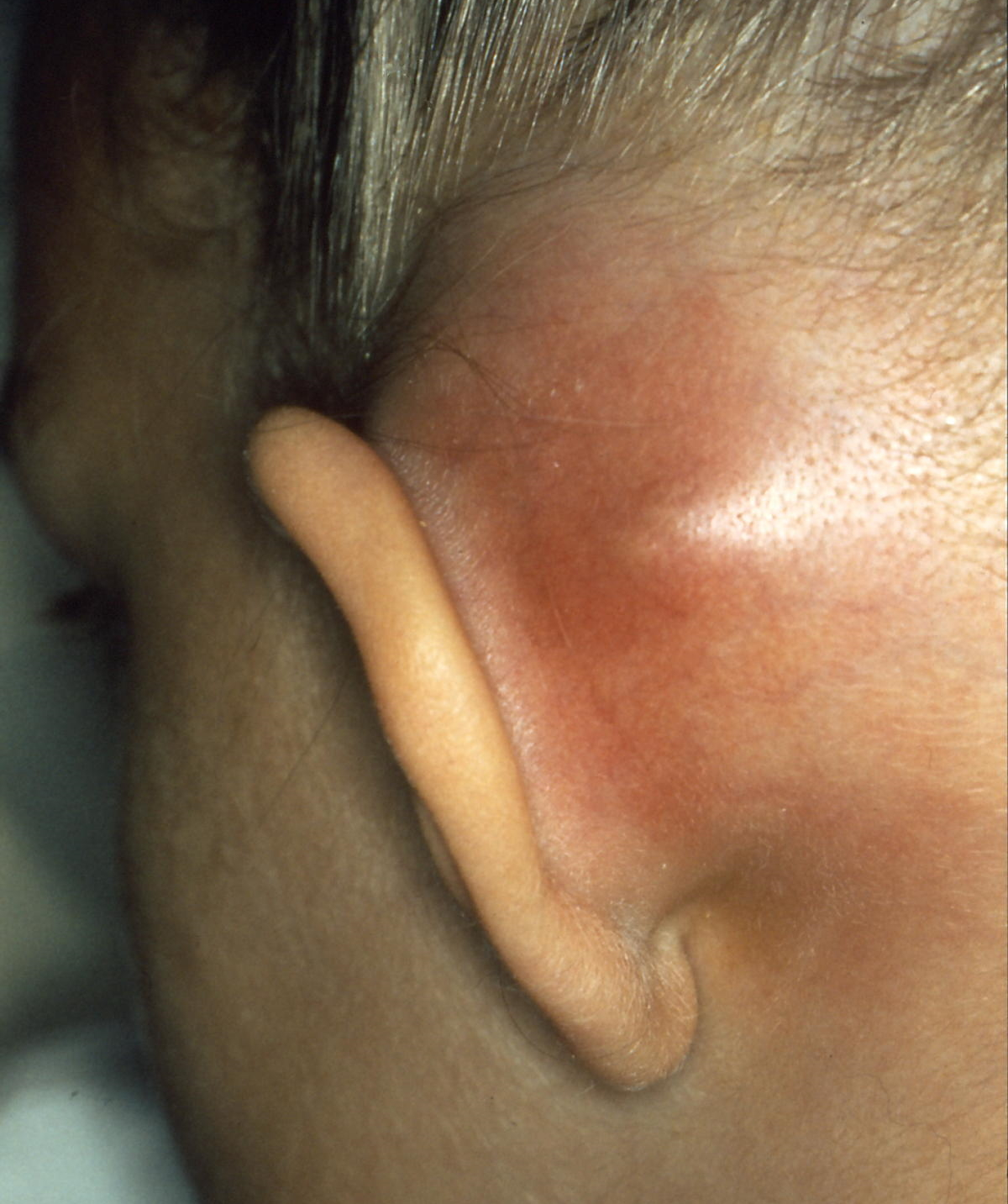
التهاب الخشاء مع الخراج (دّمّل) تحت السمحاق

يتم تشخيص التهاب الخُـشَّاء سريرياً، من خلال التاريخ المرضي والفحص الفيزيائي. وتوفّر الدراسات الشعاعية معلومات إضافية، كما أن التصوير الطبقي المحوري، والرنين المغناطيسي يعطيان معلومات أدقّ وأكثر فائدة. وقد يُلجأ إلى إجراء زرع جرثومي للعينات المأخوذة، رغم أن النتيجة غالباً ما تكون سلبية في حال استخدام المضادات الحيوية. وغالباً ما يتم اللجوء إلى إجراء جراحة استكشافية كآخر خطوات التشخيص.

## التشريح المرضي والفيزيولوجيا
يتم انتقال الجراثيم مباشرة من الأذن الوسطى إلى الخلايا الهوائية الخُـشَّائية، حيث يؤدي الالتهاب إلى تأذّي البنى العظمية. أما أهم هذه الجراثيم فهي المكورات الرئوية العنقودية، وسلبيات الغرام مثل الزوائف الزنجارية وجراثيم الانفلونزا، بالإضافة إلى بعض الجراثيم النادرة. ويحدث التهاب الخشاء في بعض الحالات نتيجة الكولوستيتوما، وهي عبارة عن جيب يقع داخل الأذن الوسطى، ويحوي خلايا ظهارية متقرنة، وهو يتطوّر نتيجة الالتهابات المتكررة.

## الوقاية والعلاج
بشكل العام فإنه يمكن الوقاية من حدوث التهاب الخُـشَّاء، وخاصة إذا تم استخدام العلاج المناسب ولفترة كافية. وهذا العلاج يتكون في العادة من المضادات الحيوية واسعة الطيف، مثل السيفوركسون. ويمكن عديل نوع المضاد الحيوي وفقاً لنتيجة الزرع الجرثومي. وقد يكون من الضروري استخدام المضادات الحيوية لفترات طويلة. وفي حال عدم الاستجابة للعلاج فلابد من اللجوء إلى بعض التداخلات الجراحية، والتي تشمل شق غشاء الطبل من أجل نزح السائل القيحي المتراكم خلفه ومن أجل تهوية الأذن. وقد يتم زرع أنبوب التهوية في هذا الشق. ويسقط أنبوب التهوية وحده بعد فترة من الوقت. وفي حال عدم الاستجابة، أو لدى وجود اختلاط، فلا بد من اللجوء إلى إجراء جراحي يسمّى حج الخـشاء وهو عبارة عن تنظيف الخُـشَّاء من الخلايا الملتهبة والشظايا.

## الإنذار
إذا تمّ استخدام العلاج المناسب فإنّه يمكن الوصول إلى الشفاء؛ ولكن ولما كان من الصعب أن تصل المضادات الحيوية إلى الخلايا الخُـشَّائية الأمامية، فإن النكس يكون وارداً.
و يؤدّي انتشار الالتهاب إلى البنى المجاورة إلى إحداث مضاعفات كثيرة، مثل التهاب التيه الذي يؤدّي إلى الدوار، والتهاب العصب الوجهي وبالتالي شلله أو ضعفه، مما يؤدي إلى ضعف في عضلات الوجه. وقد يؤدي التهاب الخشاء إلى نشوء خُـرَاجَات في مواضع مختلفة حول الأذن. وفي حال وصول الالتهاب إلى الدماغ فإنه يؤدّي إلى اختلاطات خطيرة، مثل الحمى الشوكية، والتهاب الوريد الخثاري، بالإضافة إلى خـراجات الدماغ.

## الوبائيات
يعتبر حدوث التهاب الخُـشَّاء نادراً في البلدان المتطوّرة كالولايات المتحدة وأوروبا، حيث تصل نسبة حدوثه إلى حوالي 0.004 ٪، وهو أعلى من ذلك بكثير البلدان النامية. العمر الأكثر شيوعاً لحدوثه يقع بين 6-13 شهراً، وهذا يتناسب مع العمر الشائع لحدوث التهابات الأذن الوسطى. وهو يصيب الذكور والإناث على حدّ سواء.